# Ante Vukas
Ante Vukas (14. prosinca 1990.), hrvatski reprezentativni rukometaš.
Igrač RK Split i TUSEM Essena.
S mladom reprezentacijom 2009. osvojio je zlato na svjetskom prvenstvu.  Hrvatska mlada reprezentacija za taj uspjeh dobila je Nagradu Dražen Petrović.
Igrač šireg popisa hrvatske reprezentacije. Godine 2013. morao je ranije završiti sezonu, zbog teške ozljede koljena.